# Drepanulatrix bifilata
Drepanulatrix bifilata är en fjärilsart som beskrevs av George Duryea Hulst 1880. Drepanulatrix bifilata ingår i släktet Drepanulatrix och familjen mätare. Inga underarter finns listade i Catalogue of Life.